# Света 42 мученика Момишићка
Света 42 мученика Момишићка су српске жртве турског терора у Момишићима из 1688. Турски окупатори су тада на Васкрс живе спалили, 40 ученика и два свештеника-учитеља у цркви Светог Георгија, која је након тога опустила.
Свети Архијерејски Сабор Српске православне цркве донео је 17. маја 2012. године одлуку да у диптихе светих Православне Цркве унесе двојицу свештеномученика и четрдесет ђака мученика момишићких пострадалих од Турака 1688. године, чиме је потврђено њихово већ одавно постојеће молитвено поштовање у вјерном народу наше Свете Цркве. Прослављење (свечано проглашење за угоднике Божје) пострадалих момишићких учитеља и ђака обављено је 19. маја 2012. године на саборној светој архијерејској Литургији у Спомен-храму Светог Саве на Врачару, којом је началствовао Његова Светост Патријарх српски г. Иринеј, уз саслужење владика из земље и расијања, окупљених на редовном засједању Светог Архијерејског Сабора.
Двојица свештеника учитеља и њихових четрдесет ђака, дјеце парохијана, већином из братства Поповића, живи су спаљени 1688. године у цркви Светог Георгија у данашњем подгоричком насељу Момишићи, од војске скадарског Сулејман-паше, у знак одмазде због више пораза, које су претрпиле Османлије тих мјесеци од брдских племена, нарочито од Куча. Њихове мошти су сакупљене и похрањене под свети пријесто цркве Светог Георгија под Горицом. Кроз читаво вријеме турског ропства, мошти су почивале у овом храму све до 1936. године, када су са великом чашћу и народном литијом пренете у обновљени храм Светог Георгија у Момишићима и положене под свети престо. Њихове мошти су пренете 1995. године у гробницу са десне стране олтара унутар храма. Мошти су изнете вјерном народу на поклоњење и цјеливање на празник Светих Четрдесеторице мученика севастијских, у народу познатог као Младенци, 2006. године, након што их је митрополит Амфилохије са свештеницима умио вином и помазао ружиним уљем, по древном православном обичају. Од тада се налазе у свештеном кивоту, лијево од иконостаса у момишићком храму Светог Георгија, који је од тада посвећен и њиховом светом спомену. У знак сјећања на посљедње свечано обретење њихових моштију, у Митрополији црногорско-приморској се прославља њихов литургијски спомен на празник Севастијских мученика, 9. марта, по јулијанском календару - 22. марта, по грегоријанском календару.
Светигора је писала да је 17. маја 2013. митрополит Амфилохије (Радовић) служио литургију на празник Светих Момишићим мученика у цркви Св. Георгија и Момишиких мученика и да ће се убудуће они прослављати 17. маја. Касније је ипак одређено да се славе 22. марта.
У Цркви Светог Саве у Торонту се чува део моштију Момишићких мученика од марта 2025. године.